# Schauspiel Köln

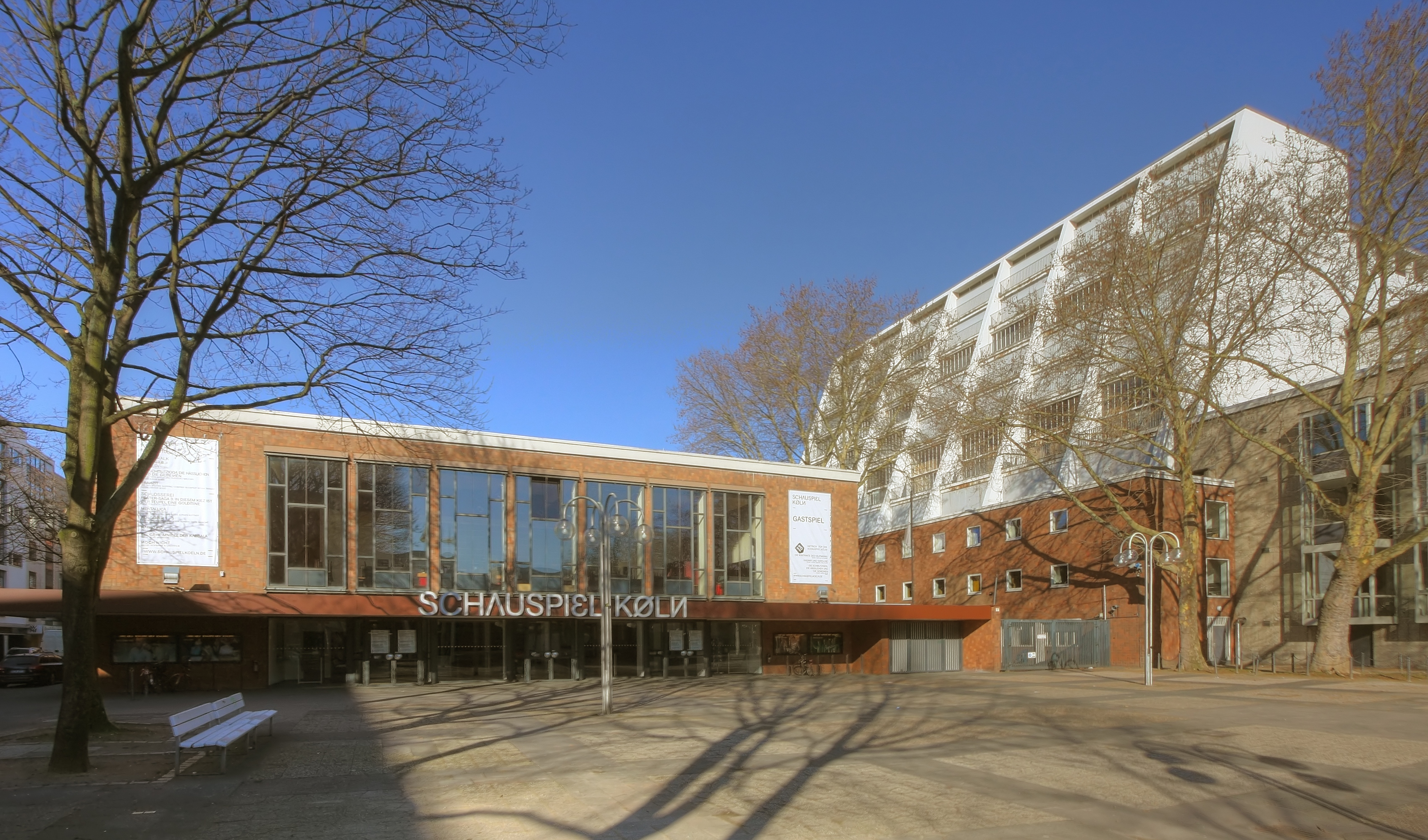
Schauspiel Köln, im Hintergrund die Oper Köln im März 2010. Architekt beider Gebäude: Wilhelm Riphahn

Das Schauspiel Köln ist die traditionelle Schauspielstätte Kölns. Es bildet zusammen mit der Oper Köln und weiteren Häusern die Bühnen der Stadt Köln. Das unter Denkmalschutz stehende Gebäude verfügt über 830 Plätze im Großen Haus, 120 in der Schlosserei sowie 60 im Erfrischungsraum. Außerdem wurde die denkmalgeschützte Halle Kalk mit 200 Plätzen bis zur Schließung wegen Einsturzgefahr im Sommer 2015 bespielt. Als Interimsspielstätte während der umfangreichen Sanierung des Schauspielhauses dienen seit der Spielzeit 2013/14 (September 2013) Depot 1 und Depot 2 auf dem Gelände des ehemaligen Carlswerks in der Schanzenstraße in Köln-Mülheim. Eine Eröffnung der Bühnen am ursprünglichen Spielort am Offenbachplatz ist für den Beginn der Spielzeit 2024/2025 vorgesehen. Ende August 2024 gab Kulturdezernent Stefan Charles bekannt, dass auch für die Spielzeit 2025/2026 noch in der Interimsspielstätte geplant wird.

## Geschichte

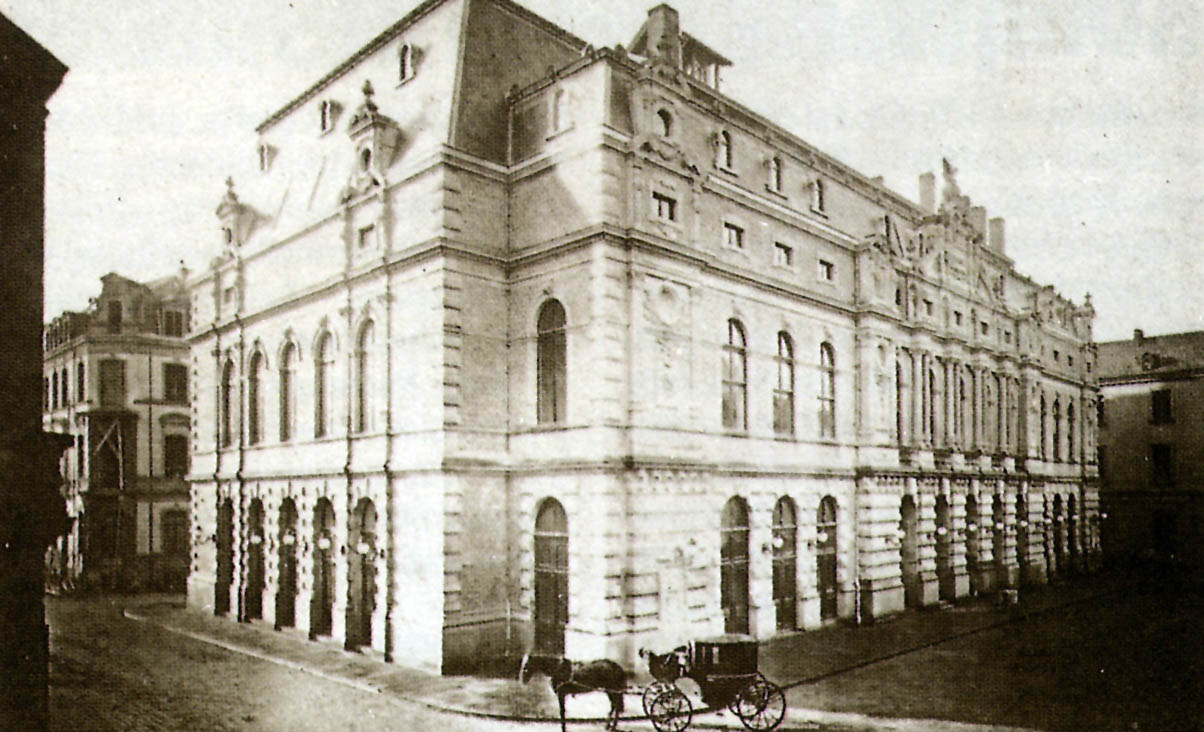
Theater an der Glockengasse, um 1872

Die Geschichte des Kölner Theaters beginnt im Mittelalter. Ein erstes festes Haus wurde 1782 in der Schmierstraße erbaut, die daraufhin später in Komödienstraße umbenannt wurde. Ein Nachfolgebau von 1829 wurde 1869 durch einen Brand zerstört. 1872 wurde in der Glockengasse ein neues Haus errichtet. Entwerfender Architekt war Julius Carl Raschdorff und die Bauleitung hatte der Kölner Architekt Alfred Müller-Grah.
Im Mai 1898 wurde ein Neubau am Habsburgerring beschlossen. Nach dem Entwurf von Carl Moritz entstand ein Gebäude im Neobarock mit Restaurant und Gartenterrasse. Das 1902 fertiggestellte Haus kostete 3,9 Millionen Mark und verfügte über 1800 Plätze.
Köln hatte nun zwei große Bühnen, die zuerst als Vereinigte Stadttheater, ab der Spielzeit 1906/07 als Opernhaus und Schauspielhaus firmierten, aber zeitweise gemeinsam geführt wurden. Im neuen Theater wurden vor allem Opern, im „alten“ Haus in der Glockengasse Schauspiel und Operette aufgeführt. Den Betrieb beider Häuser übernahm Julius Hofmann, der Direktor des Schauspielhauses.

### 1920 bis 1945
Schauspielintendant Gustav Hartung engagierte in den 1920er Jahren bekannte Berliner Schauspieler wie Heinrich George an die Kölner Bühne, wodurch das Haus überregional bekannt wurde. 1929 sollte Bertolt Brechts Dreigroschenoper im Schauspielhaus aufgeführt werden, die konservative Zentrumspartei wollte dies verhindern. Auf Vermittlung des damaligen Kölner Oberbürgermeisters, Konrad Adenauer, wurde das Stück entschärft und durfte gespielt werden.
Zur Zeit der Naziherrschaft war der nationalsozialistische Opernregisseur Alexander Spring als Generalintendant der Kölner Bühnen auch Leiter des Schauspielhauses. Während des Krieges wurden die beiden Häuser in der Glockengasse und am Habsburgerring zerstört bzw. stark beschädigt. Im August 1945 konnte das Theater in Ersatzspielstätten wie der Aula der Universität als erstes Theater in der britischen Besatzungszone wieder Vorstellungen geben. Zusätzlich wurde ein Saal im Rautenstrauch-Joest-Museum am Ubierring zu „Kammerspielen“ ausgebaut und bis 1994 entsprechend genutzt.

### Neubau am Offenbachplatz
1957 konnten die Bühnen aus ihrer provisorischen Spielstätte in der Aula der Universität in ein neu errichtetes sogenanntes Mehrspartenhaus am Offenbachplatz umziehen, in dem Oper und Operette, Ballett und Schauspiel aufgeführt wurden. 1962 wurde unmittelbar daneben das ebenfalls von Wilhelm Riphahn entworfene neue Schauspielhaus fertiggestellt und mit Schillers Die Räuber in der Inszenierung des späteren Intendanten Oscar Fritz Schuh mit Klausjürgen Wussow als Karl Moor eröffnet. Auch Bundespräsident Heinrich Lübke besuchte diese Vorstellung.
1968 wurde Hansgünther Heyme Oberspielleiter des Schauspielhauses, der mit seinen unkonventionellen Umsetzungen von Stücken für Kontroversen sorgte. Auch begann er eine enge Zusammenarbeit mit Wolfgang Schadewaldt, dessen Übersetzungen griechischer Dramen er in Köln auf die Bühne brachte. Heyme wurde 1979 von Jürgen Flimm abgelöst, und dieser 1985 von Klaus Pierwoß. Pierwoß war 1989 der erste Intendant, der den ostdeutschen Regisseur Frank Castorf mit einer Inszenierung des Hamlet an ein westdeutsches Theater holte. Es folgten die Intendanten Torsten Fischer, Günter Krämer, Marc Günther und Karin Beier. Am 11. Januar 2013 verabschiedete sich Beier vor ihrem Wechsel an das Deutsche Schauspielhaus mit ihrer ersten eigenen Inszenierung eines antiken Stoffes, den Troerinnen von Euripides. Zugrunde lag die Bearbeitung Jean-Paul Sartres.

## Gegenwart
Im Rahmen der Opernsanierung sollte das Schauspielhaus abgerissen und zwischen 2010 und 2013 neu errichtet werden. Nachdem aus Kostengründen von der Neubauvariante so viel zurückgenommen wurde, dass sich diese kaum noch zu lohnen schien, forderte die Bürgerinitiative „Mut zu Kultur. Inhalt vor Fassade“ den Erhalt des denkmalgeschützten Gebäudes und führte ein Bürgerbegehren durch, dem im April 2010 der Rat der Stadt Köln zustimmte. Im Juni 2012 wurde EXPO XXI im Agnesviertel am Gladbacher Wall als Interimsspielstätte während der Sanierungsarbeiten in Betrieb genommen. Über ihren Fortschritt informierte eine im Oktober 2012 errichtete Infobox Sanierung.
Ab August 2007 war Karin Beier Intendantin des Kölner Schauspielhauses, Rita Thiele Chefdramaturgin sowie Stellvertreterin der Intendantin und Patrick Wasserbauer Geschäftsführer. Zur Spielzeit 2013/2014 wechselte Karin Beier an das Deutsche Schauspielhaus in Hamburg. Am 7. November 2011 wurde Stefan Bachmann zum 1. September 2013 zum Intendant des Hauses bestellt. Hausregisseure sind neben dem Intendanten selbst Angela Richter, Rafael Sanchez und Moritz Sostmann. Bachmann steht das gleiche Budget zur Verfügung wie seiner Vorgängerin. Der leitende Dramaturg (seit 2015) Thomas Laue wechselte im September 2016 als Chefdramaturg zur UFA. Nachfolgerin wurde zum Beginn der Spielzeit 2017/18 Beate Heine, bislang Chefdramaturgin und stellvertretende Intendantin am Staatsschauspiel Dresden. Zur Spielzeit 2021/22 übernahm Thomas Jonigk die Chefdramaturgie am Schauspiel Köln. Ab der Spielzeit 2025/26 ist Alexander Kerlin Chefdramaturg am Schauspiel Köln.
Am 23. Mai 2019 verlängerte der Intendant Stefan Bachmann seinen Vertrag bis ins Jahr 2023. Ab Beginn der Spielzeit 2024/25 soll er in der Nachfolge von Martin Kušej die Direktion des Wiener Burgtheaters übernehmen. Die Intendanz für die Spielzeit 2024/25 hat als Interim der Hausregisseur an den Bühnen Köln Rafael Sanchez übernommen. Eine Findungskommission zur Nachfolge von Stefan Bachmann wurde eingesetzt. Zur Spielzeit 2025/26 wird Kay Voges in der Nachfolge von Stefan Bachmann die Intendanz übernehmen. Zur Spielzeit 2024/25 wechselten elf Ensemblemitglieder zum Burgtheater Wien, darunter Bruno Cathomas, Lola Klamroth und Martin Reinke.

## Auszeichnungen
Nicht erst seit Beginn der Intendanz von Karin Beier war das Schauspiel Köln alljährlich mit Produktionen beim Berliner Theatertreffen vertreten, denn allein 1980–84 unter Jürgen Flimm war das Theater mit acht Produktionen der Regisseure Luc Bondy, Robert Wilson, Jürgen Gosch, Walter Bockmayer und Jürgen Flimm in Berlin. 2007/2008 wurde das dänisch-österreichische Künstler-Duo SIGNA mit Die Erscheinungen der Martha Rubin eingeladen und 2008/2009 Wunschkonzert in der Regie von Katie Mitchell. Gleich drei Inszenierungen waren 2009/2010 dabei: Kasimir und Karoline, eine Koproduktion mit dem NT Gent und in der Regie von Johan Simons, Die Schmutzigen, die Häßlichen und die Gemeinen in der Regie von Karin Beier sowie Die Kontrakte des Kaufmanns, eine Koproduktion mit dem Thalia Theater. In der Spielzeit 2010/2011 war das Schauspiel Köln mit Karin Beiers Inszenierung Das Werk / Im Bus / Ein Sturz und Der Kirschgarten in der Regie von Karin Henkel in Berlin zu Gast.
2010 wurde das Schauspielhaus bei der jährlichen Kritikerumfrage des Magazins Theater-Pur zum besten Sprechtheater in Nordrhein-Westfalen und von der Fachzeitschrift Theater heute zum „Theater des Jahres“ gewählt. Außerdem wurde Die Schmutzigen, die Hässlichen und die Gemeinen von Ettore Scola und Ruggero Maccari unter der Regie von Karin Beier zur „Inszenierung des Jahres“, der höchsten Auszeichnung in der deutschsprachigen Theaterwelt gekürt. Die Inszenierung wurde auch für den Nestroy-Theaterpreis in der Kategorie „Beste deutschsprachige Aufführung“ nominiert und erhielt den Faust-Preis im Jahr 2010 für die „Beste Ausstattung“. Der Faust-Preis wurde außerdem Karin Beier in der Kategorie „Beste Regie“ für Das goldene Vlies (2009) und Johannes Schütz in der Kategorie „Beste Ausstattung“ für Das Werk / Im Bus / Ein Sturz (2011) verliehen.
Zum Ende der Spielzeiten 2009/10 und 2010/11 wählten Kritiker in einer Umfrage der Zeitschrift Die Deutsche Bühne das Schauspiel Köln zum besten Theater in der Kategorie „Überzeugende Gesamtleistung“ und die Inszenierung von Elfriede Jelineks Drama Das Werk / Im Bus / Ein Sturz zur besten des Jahres 2011. Die Jelinek-Trilogie wurde von Theater heute ebenfalls als „Inszenierung des Jahres“ ausgezeichnet.
2011 wurde das Schauspiel Köln erneut als „Theater des Jahres“ ausgezeichnet. 2011 und 2012 erhielt das Schauspiel bei einer Umfrage unter acht Kritikerinnen und Kritikern die Auszeichnung Das beste Theater in NRW.
2013 wurde das Schauspiel mit zwei Inszenierungen zum 50. Berliner Theatertreffen eingeladen: Reise durch die Nacht von Friederike Mayröcker (Regie Katie Mitchell) und die Inszenierung Die Ratten von Gerhart Hauptmann (Regie Karin Henkel), die zur Spielzeiteröffnung der EXPO XXI im Oktober 2012 Premiere feierte.
2013 wurde das Schauspiel zum Theaterfestival in Avignon im Juli mit seiner Produktion Reise durch die Nacht nach Texten von Friederike Mayröcker in der Regie von Katie Mitchell eingeladen.

## Umbau und Sanierung

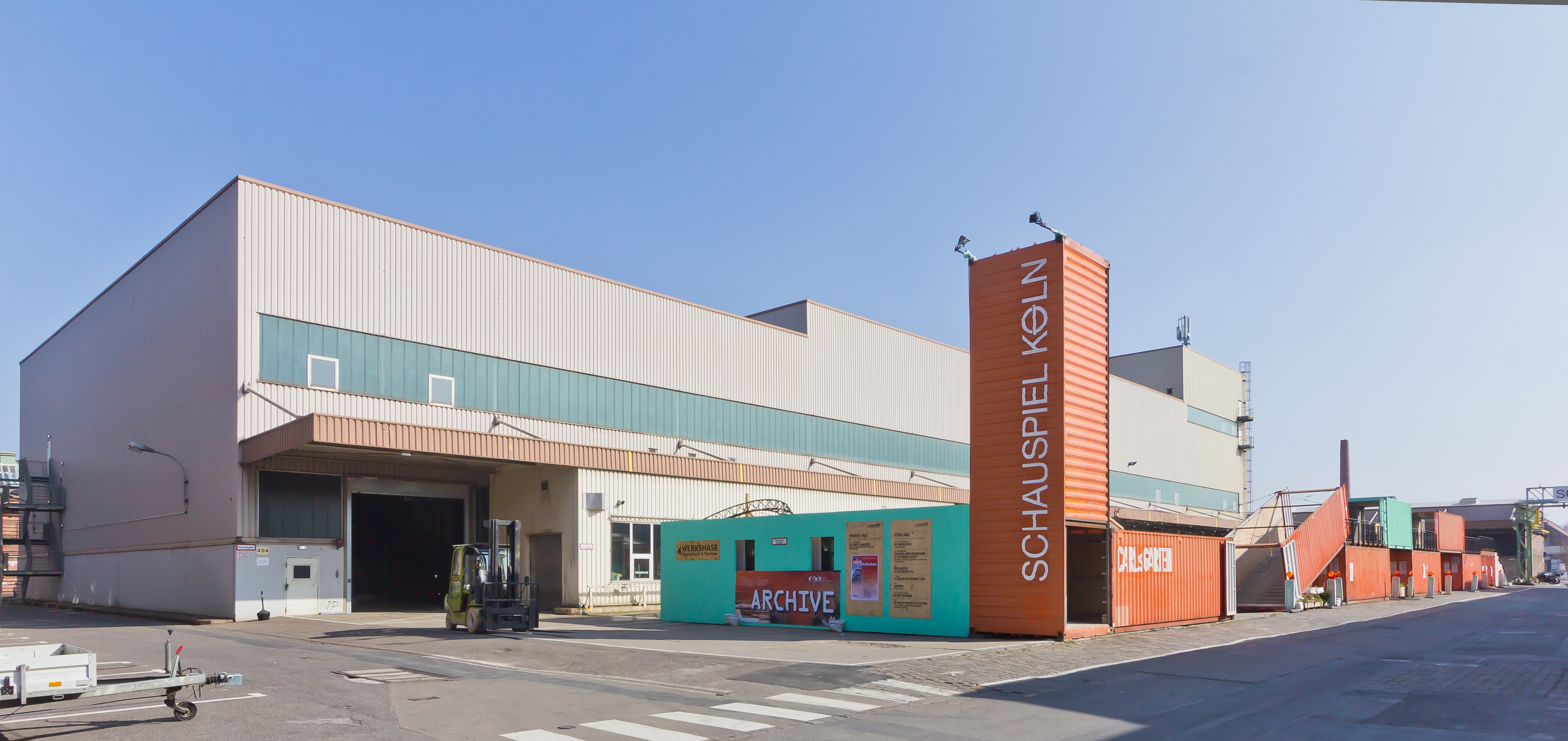
Ausweichspielstätte Depot 1 und Depot 2 im Carlswerk mit vorgelagertem „Carlsgarten“, im März 2014

Das unter Denkmalschutz stehende Schauspielhaus wird zusammen mit dem Opernhaus seit 2012 nach Entwürfen der Architektenbüros HPP Köln und Theater Projekte Daberto + Kollegen München umfassend saniert und renoviert. Wegen der Arbeiten ist das Schauspiel seit der Spielzeit 2012/2013 ohne festes Domizil. Ausweichspielstätte war bis zum Ende der Spielzeit 2012/13 die Expo XXI am Gladbacher Wall. Seither bespielt das Schauspiel Depot 1 (ca. 600 Plätze) und Depot 2 (etwa 250 Plätze) auf dem Gelände des ehemaligen Carlswerks im Schanzenviertel in Köln-Mülheim. Beide Hallen können parallel bespielt werden.

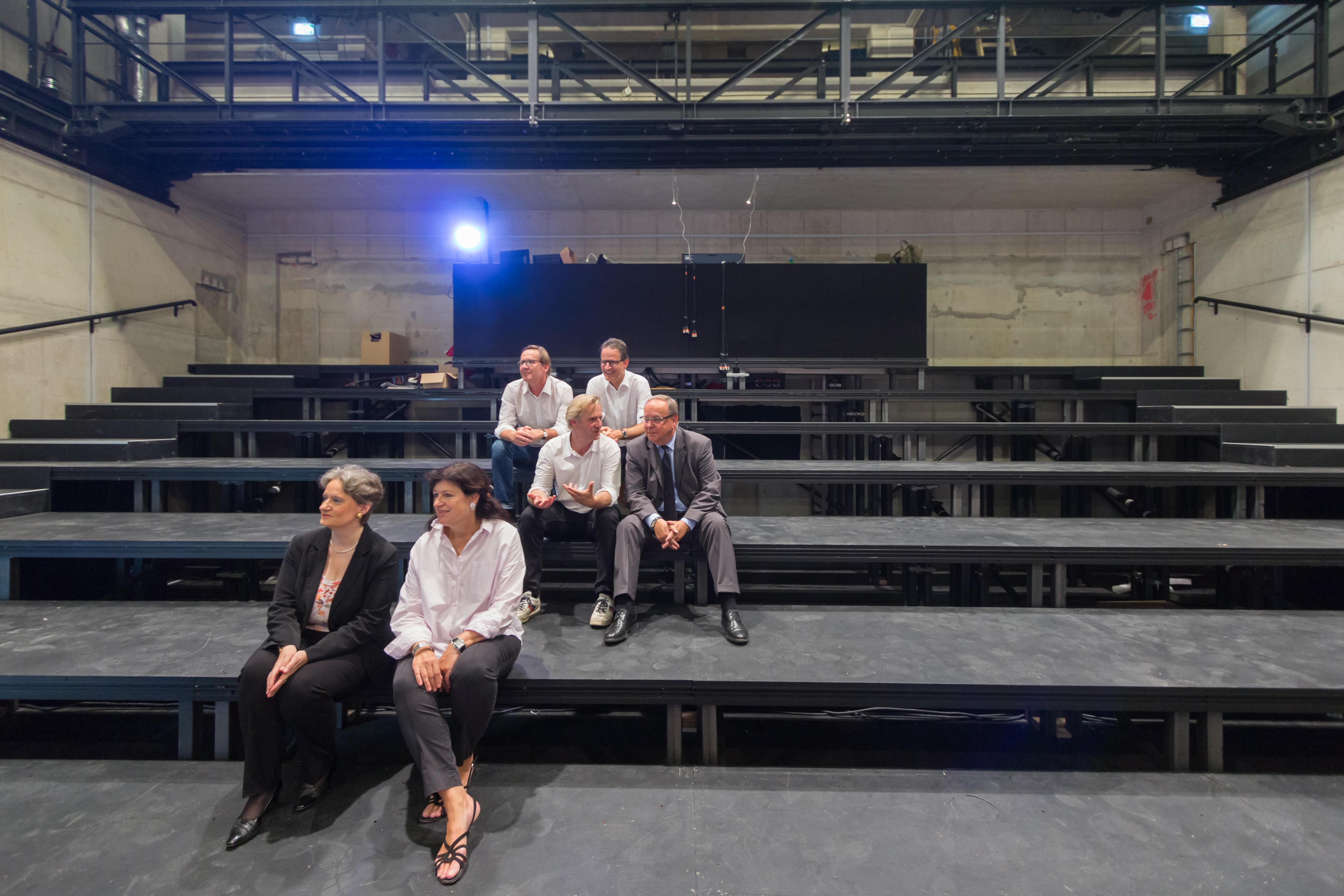
„Außenspielstätte am Offenbachplatz“ im „Kleinen Haus“, im September 2016

Seit September 2016 nutzt das Schauspiel das neue „Kleine Haus“, die ehemaligen Opernterrassen, unter dem Namen „Außenspielstätte am Offenbachplatz“. Obwohl das „Kleine Haus“ noch nicht fertig eingerichtet war, wurde es auf Betreiben des Schauspielintendanten Stefan Bachmann für einen provisorischen Spielbetrieb hergerichtet, um am Offenbachplatz wieder präsent zu sein.

## Förderverein
Das Schauspiel wird durch den Förderkreis Freunde des Schauspiel Köln im Kunstsalon Köln  unterstützt, der unter anderem zu Probenbesuchen, Diskussionsrunden mit Schauspielern, Dramaturgen und Regisseuren sowie Führungen einlädt.